# Шпайхер (Айфель)
Шпайхер (нем. Speicher) — город в Германии, в земле Рейнланд-Пфальц. Получил статус города 8 мая 2011 года.
Входит в состав района Айфель-Битбург-Прюм. Подчиняется управлению Шпайхер (Айфель). Население составляет 3130 человек (на 31 декабря 2009 года). Занимает площадь 15,37 км². Официальный код — 07 2 32.

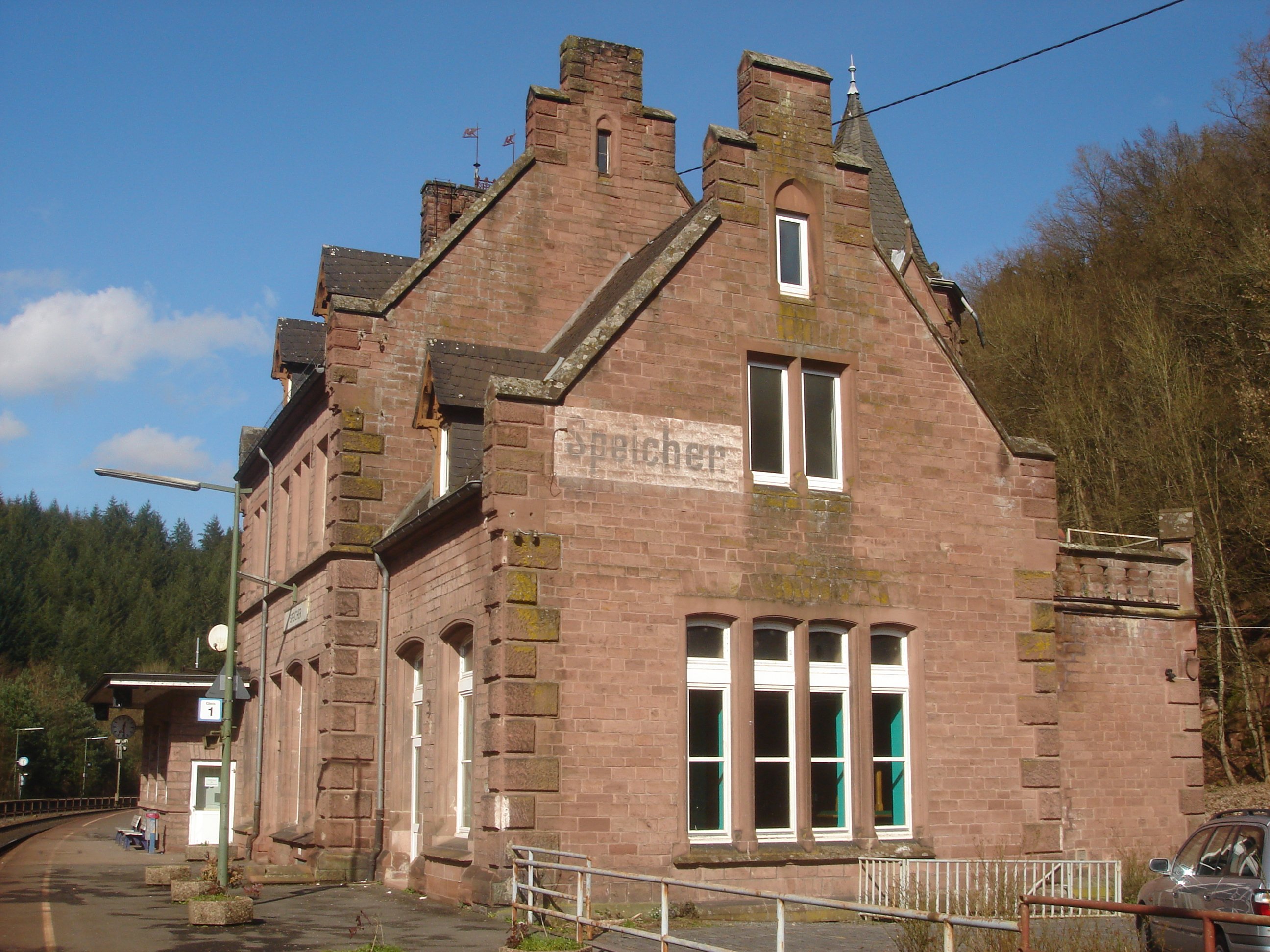
Вокзал
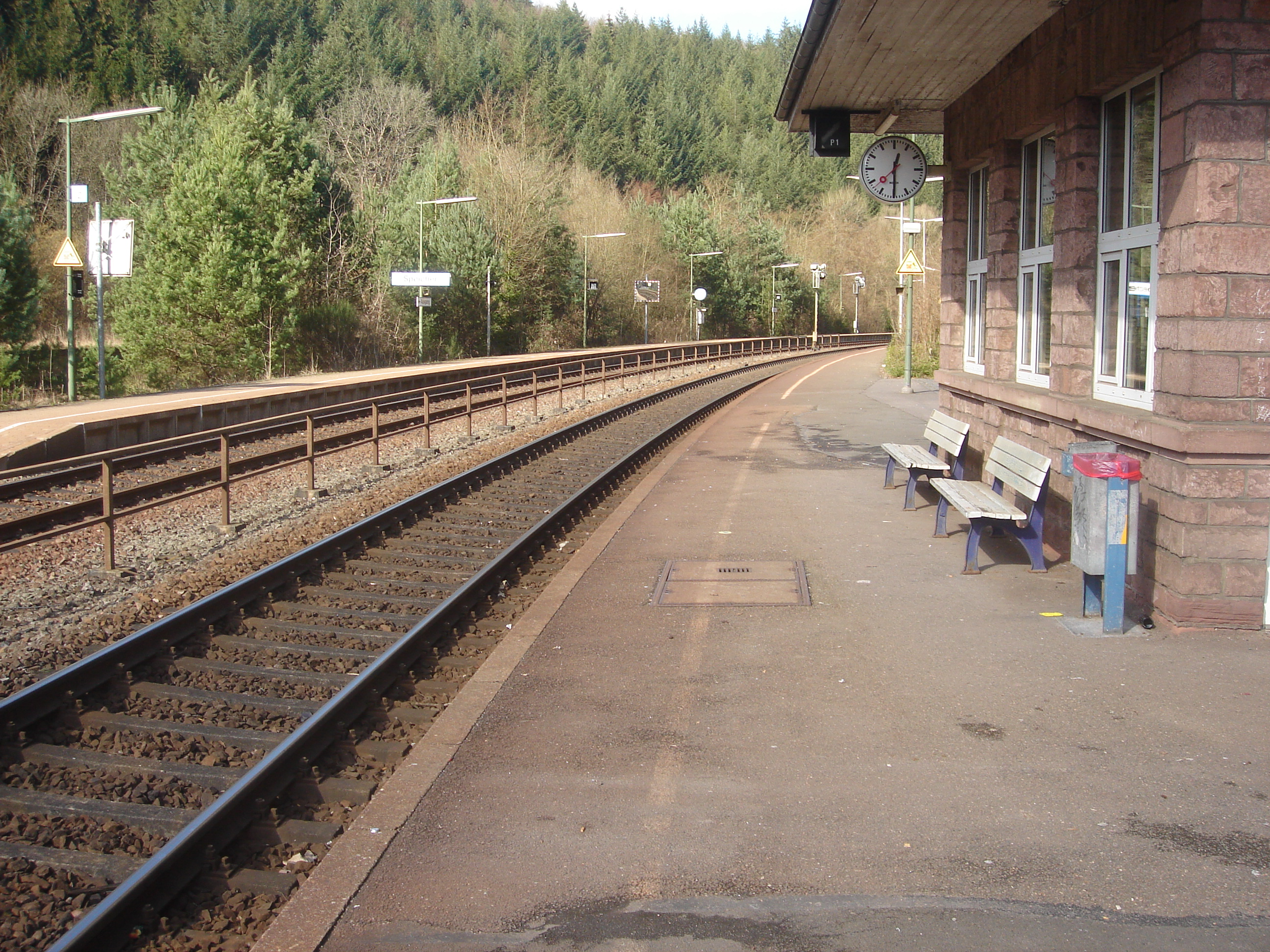
Шпайхер (Айфель)